# Maisblattzikade
Die Maisblattzikade (Zyginidia scutellaris) ist eine Zikade der Unterfamilie der Blattzikaden (Typhlocybinae) innerhalb der Unterordnung der Rundkopfzikaden (Cicadomorpha). Das lateinische Art-Epitheton scutellaris bezieht sich offenbar auf das Schildchen (Scutellum), welches drei auffällige schwarze Flecke aufweist.

## Merkmale
Die Zikaden werden 2,5–2,8 mm lang. Sie sind überwiegend gelb gefärbt. Das Scutellum weist an der Basis zwei dreiecksförmige schwarze Flecke auf. Ein weiterer schwarzer Fleck befindet sich an der apikalen Spitze des Scutellums. Ferner weisen Vertex und Pronotum eine oliv-graue Zeichnung auf. Auf den Vorderflügeln erkennt man gewöhnlich zwei graue Längsbänder.

## Vorkommen
Die Maisblattzikade ist in der westlichen Paläarktis heimisch. In Europa kommt die Zikadenart in West-, Mittel- und Südeuropa vor. Sie kommt in England vor, fehlt jedoch in den skandinavischen Ländern und in Nordosteuropa.

## Lebensweise
Die Zikaden beobachtet man fast das ganze Jahr über. Zwischen Mitte Juni und Mitte August sind sie seltener anzutreffen. Die Zikadenart bildet offenbar eine Generation im Jahr. Die Art ist in Offenland-Biotopen und Graslandschaften häufig anzutreffen und gilt in Deutschland als nicht gefährdet. Sowohl die Larven als auch die Imagines saugen an verschiedenen Süßgräsern. Man findet die Zikaden auch in Maisfeldern. Als Wirtspflanzen von Zyginidia scutellaris werden genannt: das Rote Straußgras (Agrostis capillaris), das Weiße Straußgras (Agrostis stolonifera), der Flug-Hafer (Avena fatua), das Bartgras (Bothriochloa ischaemum), die Fieder-Zwenke (Brachypodium pinnatum), die Aufrechte Trespe (Bromus erectus), die Sand-Segge (Carex arenaria), das Gewöhnliche Knäuelgras (Dactylis glomerata), die Hühnerhirse (Echinochloa crus-galli), der Gewöhnliche Rot-Schwingel (Festuca rubra), Schwaden (Glyceria), Honiggräser (Holcus), das Deutsche Weidelgras (Lolium perenne), das Blaue Pfeifengras (Molinia caerulea), das Rohrglanzgras (Phalaris arundinacea), Rispengräser (Poa), das Gewöhnliche Schwingelschilf (Scolochloa festucacea), der Wiesen-Schwingel (Festuca pratensis) sowie der Mais (Zea mays). Die Imagines überwintern.